# Ambasciatori prussiani nell'Impero ottomano
L'ambasciatore prussiano nell'Impero ottomano era il primo rappresentante diplomatico della Prussia nell'Impero ottomano.
Le relazioni diplomatiche iniziarono ufficialmente nel 1756 e rimasero attive sino alla costituzione della Confederazione Germanica del nord nel 1867 e poi dell'Impero tedesco nel 1871 quando le funzioni passarono all'ambasciatore tedesco nell'Impero ottomano.

## Regno di Prussia
- 1756-1765: Karl Adolf von Rexin
- 1806-1807: Ludwig Senfft von Pilsach
- 1810-1812: Heinrich Wilhelm von Werther
- 1812-1815: Michele Bosgiovich
- 1815-1817: Adam Friedrich Senfft von Pilsach
- 1817-1823: Friedrich Heinrich Leopold von Schladen
- 1823-1828: Alexander von Miltitz
- 1828-1829: Karl Wilhelm von Canitz und Dallwitz
- 1829-1830: Camille von Royer-Lühnes
- 1831-1835: Friedrich von Martens
- 1835-1842: Hans Karl Albrecht von Königsmarck
- 1842-1847: Emil Gustav von Le Coq
- 1847-1850: vacante
- 1850-1852: Albert von Pourtalès
- 1852-1857: Louis von Wildenbruch
- 1857-1859: vacante
- 1859-1862: Robert Heinrich Ludwig von der Goltz
- 1862-1867: Joseph Maria Anton Brassier de Saint-Simon-Vallade

1867: Chiusura dell'ambasciata